# Сен-Сюльпис-де-Ривуар
Сен-Сюльпис-де-Ривуар (фр. Saint-Sulpice-des-Rivoires) — коммуна во Франции, находится в регионе Рона — Альпы. Департамент коммуны — Изер. Входит в состав кантона Сен-Жуар-ан-Вальден. Округ коммуны — Ла-Тур-дю-Пен.
Код INSEE коммуны — 38460. Население коммуны на 2006 год составляло 411 человек. Населённый пункт находится на высоте от 511  до 780  метров над уровнем моря. Муниципалитет расположен на расстоянии около 450 км юго-восточнее Парижа, 70 км юго-восточнее Лиона, 33 км севернее Гренобля. Мэр коммуны — M. Alain Giroud-Capet, мандат действует на протяжении 2008—2014 гг.
Динамика населения (INSEE):